# Svart plattbagge
Svart plattbagge (Laemophloeus muticus) är en skalbaggsart som först beskrevs av Fabricius 1781.  Svart plattbagge ingår i släktet Laemophloeus, och familjen ritsplattbaggar. Enligt den svenska rödlistan är arten sårbar i Sverige. Arten förekommer i Götaland, Gotland, Svealand, Nedre Norrland och Övre Norrland. Artens livsmiljö är skogslandskap.